# Formica gerardi
Formica gerardi é uma espécie de formiga do gênero Formica, pertencente à subfamília Formicinae.